# نيللي ريتشارد
نيللي ريتشارد (بالإسبانية: Nelly Richard)‏ هي أمينة متحف تشيلية، ولدت في 1948 في كاين في فرنسا.